# Leptorchestes separatus
Leptorchestes separatus là một loài nhện trong họ Salticidae.
Loài này thuộc chi Leptorchestes. Leptorchestes separatus được Wanda Wesołowska & Szeremeta miêu tả năm 2001.